# گئورگ دو لاوال
گئورگ دو لاوال (انگلیسی: Georg de Laval; ۱۶ آوریل ۱۸۸۳ – ۱۰ مارس ۱۹۷۰) ورزشکار پنج‌گانه مدرن اهل سوئد بود.
وی در مسابقات کشوری و بین‌المللی در مجموع برندهٔ ۱ مدال نقره، ۱ مدال برنز شده‌است.